# Mimenicodes granulum
Mimenicodes granulum är en skalbaggsart som först beskrevs av Fauvel 1906.  Mimenicodes granulum ingår i släktet Mimenicodes och familjen långhorningar. Inga underarter finns listade i Catalogue of Life.